# Stew Johnson
Stewart « Stew » Johnson, né le 19 août 1944 à Clairton, en Pennsylvanie, est un ancien joueur américain de basket-ball. Il évolue aux postes d'ailier fort et de pivot.

## Biographie
Stew Johnson est l'un des six joueurs à avoir participé à chacune des neuf saisons de l'American Basketball Association, avec Freddie Lewis, Byron Beck, Gerald Govan, Bob Netolicky et Louie Dampier.